# بزرگتر از آن که ورشکست شود
بزرگتر از آن که ورشکست شود (به انگلیسی: Too Big to Fail) یک فیلم تلویزیونی زندگی‌نامه‌ای دراما آمریکایی، به کارگردانی کرتیس هنسن و نویسندگی پتر گولد است. این فیلم نخستین بار در تاریخ ۲۳ می ۲۰۱۱ در شبکه اچ‌بی‌او پخش شد. داستان فیلم از کتاب ناداستانی اندرو راس سرکین با نام «بزرگتر از آن که ورشکست شود: داستان درونی از چگونگی نبرد وال‌استریت و واشینگتن برای نجات سامانه مالی- و خودشان» برداشت شده که در سال ۲۰۰۹ نگاشته شده بود. این فیلم ۱۱ نامزدی در شصت و سومین جوایز امی ساعات پربیننده دریافت کرد. نقش‌آفرینی پل جیاماتی برای نقش بن برننکی جایزه اجرای برتر بازیگر مرد در هجدهمین مراسم جایزه انجمن بازیگران فیلم را برای او به ارمغان آورد.

## داستان فیلم
این فیلم خوانشی واقعی از بحران مالی ۲۰۰۸–۲۰۰۷ است که با متمرکز شدن بر کنش‌های وزیر خزانه‌داری هنری پالسون (با بازی ویلیام هرت) و بن برننکی رییس فدرال رزرو (با بازی پل جیاماتی) ساخته شده است. این فیلم در برگیرنده بحران و رویدادهایی است که در بازه آگوست تا میانه اکتبر سال ۲۰۰۸ وزارت خزانه‌داری آمریکا، فدرال رزرو، سامانه مالی، شرکتهای تامین سرمایه و بانک‌های بزرگ آمریکا را درگیر خود کرده بود.
این فیلم در برگیرنده بحران مالی بخصوص در بخش بانکی و نزاع های مدیران بانک های معروف ایالات متحده است. از نکات مهم این فیلم نکات مهم مذاکره است